# Rajd Monte Carlo 1998
Rezultaty Rajdu Monte Carlo (66ème Rallye Automobile de Monte-Carlo), eliminacji Rajdowych Mistrzostw Świata w 1998 roku, który odbył się w dniach 19 stycznia - 21 stycznia. Była to pierwsza runda czempionatu w tamtym roku i pierwsza asfaltowa, a także pierwsza w Production World Rally Championship. Bazą rajdu było miasto Monte Carlo. Zwycięzcami rajdu została hiszpańska załoga Carlos Sainz i Luis Moya w Toyocie Corolli WRC. Wyprzedzili oni Finów Juhę Kankkunena i Juhę Repo w Fordzie Escorcie WRC oraz Brytyjczyków Colina McRae i Nicky'ego Grista w Subaru Imprezie WRC. Z kolei w Production WRC zwyciężyli Austriacy Manfred Stohl i Peter Müller w Mitsubishi Lancerze Evo III.
Rajdu nie ukończyła jedna załoga fabryczna. Fin Tommi Mäkinen w Mitsubishi Lancerze Evo IV odpadł na 7. odcinku specjalnym z powodu awarii.

## Klasyfikacja ostateczna
| Miejsce                | Zawodnik               | Pilot                  | Samochód                     | Czas                   | Strata                 | Grupa                  | Punkty                 |                        |
| Klasyfikacja generalna | Klasyfikacja generalna | Klasyfikacja generalna | Klasyfikacja generalna       | Klasyfikacja generalna | Klasyfikacja generalna | Klasyfikacja generalna | Klasyfikacja generalna | Klasyfikacja generalna |
| ---------------------- | ---------------------- | ---------------------- | ---------------------------- | ---------------------- | ---------------------- | ---------------------- | ---------------------- | ---------------------- |
| 1.                     | Carlos Sainz           | Luis Moya              | Toyota Corolla WRC           | 4:28:00.5              |                        | A8 M                   | 10                     |                        |
| 2.                     | Juha Kankkunen         | Juha Repo              | Ford Escort WRC              | 4:28:41.3              | +40.8                  | A8 M                   | 6                      |                        |
| 3.                     | Colin McRae            | Nicky Grist            | Subaru Impreza WRC           | 4:29:01.5              | +1:01.0                | A8 M                   | 4                      |                        |
| 4.                     | Piero Liatti           | Fabrizia Pons          | Subaru Impreza WRC           | 4:29:13.5              | +1:13.0                | A8 M                   | 3                      |                        |
| 5.                     | Richard Burns          | Robert Reid            | Mitsubishi Carisma GT Evo IV | 4:29:23.2              | +1:22.7                | A8 M                   | 2                      |                        |
| 6.                     | Bruno Thiry            | Stéphane Prévot        | Ford Escort WRC              | 4:30:20.9              | +2:20.4                | A8 M                   | 1                      |                        |
| 7.                     | Uwe Nittel             | Tina Thörner           | Mitsubishi Carisma GT Evo IV | 4:34:21.3              | +6:20.8                | A8                     |                        |                        |
| 8.                     | Armin Kremer           | Klaus Wicha            | Subaru Impreza WRC           | 4:37:40.1              | +9:39.6                | A8                     |                        |                        |
| 9.                     | Gilles Panizzi         | Hervé Panizzi          | Peugeot 306 Maxi             | 4:39:24.0              | +11:23.5               | A7 2L                  |                        |                        |
| 10.                    | François Delecour      | Daniel Grataloup       | Peugeot 306 Maxi             | 4:40:02.2              | +12:01.7               | A7 2L                  |                        |                        |
| PWRC                   |                        |                        |                              |                        |                        |                        |                        |                        |
| 1. (15.)               | Manfred Stohl          | Peter Müller           | Mitsubishi Lancer Evo III    | 4:54:20.8              |                        | N4                     | 10                     |                        |
| 2. (18.)               | Luís Climent           | Álex Romaní            | Mitsubishi Lancer Evo III    | 4:58:41.4              | +4:20.6                | N4                     | 6                      |                        |
| 3. (19.)               | Pierre-Cesar Baroni    | Dominique Savignoni    | Mitsubishi Lancer Evo IV     | 4:59:05.3              | +4:44.5                | N4                     | 4                      |                        |
| 4. (20.)               | Marc Duez              | Gilles Thimonier       | Mitsubishi Carisma GT Evo IV | 5:00:5.1               | +5:44.3                | N4                     | 3                      |                        |
| 5. (21.)               | Bruno Marcon           | Jean-François Cavarero | Ford Escort RS Cosworth      | 5:03:30.7              | +9:09.9                | N4                     | 2                      |                        |
| 6. (22.)               | Philippe Rognoni       | Etienne Patrone        | Mitsubishi Carisma GT Evo IV | 5:04:36.7              | +10:15.9               | N4                     | 1                      |                        |
| 2L WRC                 |                        |                        |                              |                        |                        |                        |                        |                        |
| 1 (9.)                 | Gilles Panizzi         | Hervé Panizzi          | Peugeot 306 Maxi             | 4:39:24.0              | +11:23.5               | A7 2L                  |                        |                        |
| 2 (10.)                | François Delecour      | Daniel Grataloup       | Peugeot 306 Maxi             | 4:40:02.2              | +38.2                  | A7 2L                  |                        |                        |
| 3 (11.)                | Harri Rovanperä        | Voitto Silander        | Seat Ibiza Kit Car Evo2      | 4:42:41.2              | +3:17.2                | A7 2L                  |                        |                        |

1. ↑  Litera M przy oznaczeniu grupy do której należy samochód oznacza, iż tylko ci kierowcy zdobywali punkty dla swoich zespołów liczonych w klasyfikacji producentów na koniec sezonu.

## Zwycięzcy odcinków specjalnych
| Dzień      | Odcinek | G. rozp. | Nazwa                               | Długość | Zwycięzca      | Czas    | Lider rajdu   |
| ---------- | ------- | -------- | ----------------------------------- | ------- | -------------- | ------- | ------------- |
| 1 (19 STY) | SS1     | 09:33    | Luceram - Peira Cava 1              | 9.65km  | Didier Auriol  | 7:35.1  | Didier Auriol |
| 1 (19 STY) | SS2     | 09:13    | Peira Cava - La Bollene Vesubie 1   | 16.70km | Gilles Panizzi | 14:38.4 | Piero Liatti  |
| 1 (19 STY) | SS3     | 12:25    | Lambruisse - Clumanc                | 15.00km | Tommi Mäkinen  | 11:01.0 | Piero Liatti  |
| 1 (19 STY) | SS4     | 13:00    | Chaudon Norante - Et. Thermal Digne | 19.53km | Tommi Mäkinen  | 13:00.7 | Tommi Mäkinen |
| 1 (19 STY) | SS5     | 15:37    | L'Epine - Rosans                    | 31.15km | Tommi Mäkinen  | 19:05.8 | Tommi Mäkinen |
| 1 (19 STY) | SS6     | 17:34    | Les Savoyons - Sigoyer              | 27.56km | Tommi Mäkinen  | 21:01.4 | Tommi Mäkinen |
| 2 (19 STY) | SS7     | 08:11    | Bayons                              | 22.55km | Carlos Sainz   | 19:05.9 | Carlos Sainz  |
| 2 (19 STY) | SS8     | 09:56    | Sisteron - Thoard                   | 36.72km | Juha Kankkunen | 30:07.4 | Carlos Sainz  |
| 2 (19 STY) | SS9     | 12:50    | Entrevaux - St. Pierre              | 29.71km | Piero Liatti   | 19:58.8 | Carlos Sainz  |
| 2 (19 STY) | SS10    | 17:46    | Toudon - St. Antonin 1              | 20.71km | Piero Liatti   | 15:25.2 | Carlos Sainz  |
| 2 (19 STY) | SS11    | 17:30    | St. Jean La Riviere - Levens 1      | 11.97km | Colin McRae    | 8:23.1  | Carlos Sainz  |
| 2 (19 STY) | SS12    | 19:11    | Luceram - Peira Cava 2              | 9.65km  | Didier Auriol  | 7:20.9  | Carlos Sainz  |
| 2 (19 STY) | SS13    | 19:31    | Peira Cava - La Bollene Vesubie 2   | 16.70km | Bruno Thiry    | 12:01.8 | Carlos Sainz  |
| 3 (21 STY) | SS14    | 07:13    | Luceram - Peira Cava 3              | 9.65km  | Bruno Thiry    | 7:12.0  | Carlos Sainz  |
| 3 (21 STY) | SS15    | 07:33    | Peira Cava - La Bollene Vesubie 3   | 16.70km | Didier Auriol  | 11:42.5 | Carlos Sainz  |
| 3 (21 STY) | SS16    | 08:07    | St. Jean La Riviere - Levens 2      | 11.97km | Piero Liatti   | 8:13.4  | Carlos Sainz  |
| 3 (21 STY) | SS17    | 09:43    | Toudon - St Antonin 2               | 20.71km | Didier Auriol  | 15:06.9 | Carlos Sainz  |
| 3 (21 STY) | SS18    | 11:44    | Les 4 Chemins - Roquesteron         | 32.56km | Colin McRae    | 22:13.9 | Carlos Sainz  |

## Klasyfikacja po 1 rundzie
Tabele przedstawiają tylko pięć pierwszych miejsc.

### Kierowcy
| Lp. | Kierowca       | Pkt |
| --- | -------------- | --- |
| 1   | Carlos Sainz   | 10  |
| 2   | Juha Kankkunen | 6   |
| 3   | Colin McRae    | 4   |
| 4   | Piero Liatti   | 3   |
| 5   | Richard Burns  | 2   |

### Producenci
| Lp. | Producent           | Pkt |
| --- | ------------------- | --- |
| 1   | Toyota Castrol Team | 10  |
| 2   | Ford Motor Co. Ltd. | 7   |
| 3   | 555 Subaru WRT      | 7   |
| 4   | Mitsubishi Ralliart | 2   |